# More Gold
More Gold is een album van BZN. Hierop zijn 14 nummers te vinden die in de periode 1994-1999 op single zijn uitgebracht, waaronder de top 10-hits: The Banjo man en Wedding bells. 11 hiervan zijn Top 40 hits. Ook zijn er twee nieuwe liedjes op te vinden: Free me en When the Tango played.
Dit album was los te verkrijgen, maar ook in combinatie met de CD Gold uit 1993. Dit is een verzamel-CD met de 11 hits van BZN die zij gemaakt hebben tussen 1987-1994. More Gold stond maar 2 weken in de Albumchart, maar de combinatie van beide Gold CD's deden het beter.

## Tracklist
1. Desanya [J. Veerman/J. Keizer/J. Tuijp]
2. Quiereme mucho (mi amor) [J. Veerman/J. Keizer/J. Tuijp]
3. The Banjo man (live) [J. Veerman/J. Keizer/J. Tuijp]
4. Santo Domingo (live) [J. Veerman/J. Keizer/J. Tuijp]
5. Sing of love and faith (live) [L. van Beethoven/J. Veerman/J. Keizer/J. Tuijp]
6. Mama (live) [B. Cherubini/C. Bixio]
7. La Spagnola (live) [Vincenzo di Chiara]
8. Wedding bells [Veerman/Keizer/Tuijp]
9. Mother [Plat/Veerman/Keizer/Tuijp]
10. The gypsy music [Plat/Veerman/Keizer/Tuijp]
11. Mexican night (live) [Trad./J. Veerman/J. Keizer/J. Tuijp]
12. Don't give up, don't give in (live) [Trad./J. Veerman/J. Keizer/J. Tuijp/D. Plat]
13. Baby Voulez-Vous? [Veerman/Keizer/Tuijp]
14. Isles of Atlantis [Veerman/Keizer/Tuijp]
15. Nathalie [J. Veerman/J. Keizer/J. Tuijp] (nieuwe opname, juni 2000)
16. Free me [Veerman/Keizer/Tuijp] (nieuw lied, juni 2000)
17. And then the tango played [Veerman/Keizer/Tuijp] (nieuw lied, juni 2000)
18. Good old Volendam [J. Veerman/J. Keizer/J. Tuijp] (nieuwe opname, juni 2000)